# میشلا زانتی
میشلا زانتی (انگلیسی: Michela Zanetti؛ زادهٔ ۲۵ آوریل ۱۹۹۱) بازیکن فوتبال اهل ایتالیا است.